# Stockholm Open 2023
Stockholm Open 2023 — тенісний турнір, що проходив на кортах з твердим покриттям у місті Стокгольм, Швеція з  16 до 22 жовтня. Належав до категорії ATP 250.

## Фінальна частина

### Одиночний розряд
Гаель Монфіс —   Павло Котов 4–6, 7–6(8–6), 6–3

### Парний розряд
Андрій Голубєв /  Денис Молчанов —  Юкі Бгамбрі /  Джуліан Кеш 7–6(10–8), 6–2